# 立花種周
立花 種周（たちばな たねちか）は、筑後国三池藩の第6代藩主。

## 生涯

### 家督相続
延享元年（1744年）8月8日、第5代藩主の立花長煕の次男として生またる。長兄の弥七郎が早世したために世子となり、宝暦12年（1762年）9月26日の父の隠居で家督を継いだ。同年12月18日、従五位下、出雲守に叙任した。
藩政においては三池炭鉱の整備、寺社政策などに尽力して藩政の全盛期を築き上げた。
寛政元年（1789年）12月、領内の菩提寺である紹運寺に、藩祖立花直次の顕彰碑を建てた。

### 幕閣での事跡
寛政元年（1789年）6月に幕府大番頭となる。ちなみにこの約2か月前に旗本で分家の立花直敬が江戸城西の丸切手門番頭を辞任している。
寛政4年（1792年）に奏者番兼寺社奉行、寛政5年（1793年）に若年寄となり、寛政の改革に参与した。寛政11年（1799年）には蝦夷地総監に任じられ、近藤重蔵を登用して国後島、択捉島などの探検を支援した。
しかし、幕政改革の一環である大奥の改革をめぐって老中松平定信・松平信明派と将軍徳川家斉（その父・治済・大奥などの一橋派）が政争を始めると、種周は一橋派に与したが、一橋派は信明らに敗北した。文化2年（1805年）11月19日に若年寄を解任されて失脚し、12月27日には四男の種善に家督を強制的に譲らされた上、蟄居を命じられた。

### 下手渡への転封
その後、立花家は種善の時代に陸奥伊達郡下手渡藩に左遷されることとなり、種周も下手渡に移ってから間もなくの文化6年（1809年）10月15日に死去した。享年66。

## 系譜
父母
- 立花長煕（父）
- 於豊、法明院 ー 堀直英の娘（母）

正室
- 於悦、泉流院 ー 稲葉正益の娘

子女
- 立花種徳（長男）生母は泉流院（正室）
- 立花種善（四男）生母は泉流院（正室）
- 立花種道（五男）
- 立花種実
- 立花政之助
- 立花豊三郎
- 照 ー 堀直興正室
- 辰姫 ー 杉浦正直正室後に池田長休正室